# Lijst van beschermd erfgoed in Froidchapelle
Onderstaande tabel geeft een overzicht van de beschermde erfgoederen in de gemeente Froidchapelle. Het beschermd erfgoed maakt deel uit van het cultureel erfgoed in België.
| Object                                                                                               | Bouwjaar/architect | Deelgemeente        | Adres              | Coördinaten                   | Nummer?                | Afbeelding                                                                                           |
| --- | ------------------ | ------------------- | ------------------ | ----------------------------- | ---------------------- | --- |
| Kasteelboerderij van Vergnies: vierzijdige ingang en gebouw dat de veranda omsluit (gevels en daken) |                    | Vergnies            | Rue du Chateau n°1 | 50° 11' 57" NB, 4° 18' 6" OL  | 56029-CLT-0001-01 Info | Kasteelboerderij van Vergnies: vierzijdige ingang en gebouw dat de veranda omsluit (gevels en daken) |
| Kerk Saint-Martin                                                                                    |                    | Vergnies            |                    | 50° 11' 56" NB, 4° 18' 20" OL | 56029-CLT-0002-01 Info | Kerk Saint-Martin                                                                                    |
| Kasteelboerderij van Septanes: hoofdgebouw (gevels en daken)                                         |                    | Boussu-lez-Walcourt | Septanne, n°1      | 50° 13' 2" NB, 4° 20' 22" OL  | 56029-CLT-0003-01 Info | |